# عزلة بني حسن (ريمة)
عزلة بني حسن هي إحدى عزل مديرية بلاد الطعام في محافظة ريمة اليمنية ويبلغ تعداد سكانها 2823 نسمة حسب التعداد السكاني في اليمن لعام 2004.